# Chthonius hungaricus
Chthonius hungaricus är en spindeldjursart som beskrevs av Volker Mahnert 1981. Chthonius hungaricus ingår i släktet Chthonius och familjen käkklokrypare. Inga underarter finns listade i Catalogue of Life.